# Liste der Botschafter der Vereinigten Staaten in Georgien

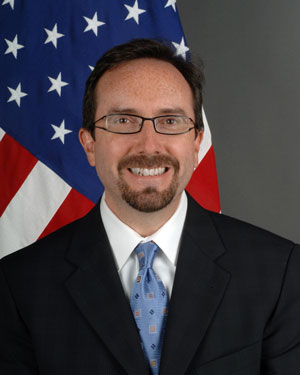
John R. Bass, ehemaliger US-Botschafter in Georgien

Die Liste der Botschafter der Vereinigten Staaten in Georgien bietet einen Überblick über die Leiter der US-amerikanischen diplomatischen Vertretung in Georgien seit 1992. Die ehemalige sowjetische Unionsrepublik hatte sich am 31. August 1991 für unabhängig erklärt; die Vereinigten Staaten erkannten den neuen Staat am 25. Dezember desselben Jahres an. Diplomatische Beziehungen wurden am 29. März 1993 aufgenommen; am 23. April dieses Jahres wurde die US-Botschaft in Tiflis eröffnet, die zunächst unter der Leitung des kommissarischen Geschäftsträgers Carey Cavanaugh stand. Mit Kent N. Brown nahm der erste offizielle Botschafter im September desselben Jahres seinen Dienst auf.
| Amtszeit  | Name                      | ernannt von                  |
| --------- | ------------------------- | ---------------------------- |
| 1992–1995 | Kent N. Brown             | George Bush                  |
| 1995–1997 | William Harrison Courtney | Bill Clinton                 |
| 1998–2001 | Kenneth Spencer Yalowitz  | Bill Clinton                 |
| 2002–2005 | Richard Miles             | George W. Bush               |
| 2005–2009 | John F. Tefft             | George W. Bush               |
| 2009–2012 | John R. Bass              | Barack Obama                 |
| 2012–2015 | Richard B. Norland        | Barack Obama                 |
| 2015–2018 | Ian C. Kelly              | Barack Obama                 |
| 2018–2020 | Elizabeth Rood            | Chargé d’Affaires ad interim |
| 2020–2023 | Kelly C. Degnan           | Donald Trump                 |
| 2023–     | Robin Dunnigan            | Joe Biden                    |